# 군환
추상대수학에서 군환(群環, 영어: group ring 그룹링[*])은 군의 원소로 생성되는 자유 가군이다. 가군과 환의 구조를 가진다.

## 정의
집합 {\displaystyle G}와 환 {\displaystyle R}가 주어졌을 때, {\displaystyle G}로부터 생성되는 {\displaystyle R}-자유 가군을 다음과 같이 표기하자.
{\displaystyle R[G]=\left\{\sum _{g\in G}r_{g}g\qquad r\in R^{G},\;|\{g\in G\colon r_{g}\neq 0\}|<\aleph _{0}\}\right\}}
{\displaystyle {\mathcal {C}}}가 유한 개의 대상(및 유한 또는 무한 개의 사상)을 갖는 작은 범주이며, {\displaystyle R}가 환이라고 하자. 그렇다면, {\displaystyle {\mathcal {C}}}의 사상의 집합 {\displaystyle \operatorname {Mor} ({\mathcal {C}})}으로부터 생성되는 {\displaystyle R}-자유 가군 {\displaystyle R[\operatorname {Mor} ({\mathcal {C}})]} 위에 다음과 같은 {\displaystyle R}-선형 곱셈 연산을 줄 수 있다.
{\displaystyle f\cdot g={\begin{cases}g\circ f&\operatorname {dom} g=\operatorname {codom} f\\0&\operatorname {dom} g\neq \operatorname {codom} f\end{cases}}}
즉, 다음과 같다.
{\displaystyle (r_{1}f_{1}+r_{2}f_{2}+\cdots +r_{m}f_{m})\cdot (s_{1}g_{1}+s_{2}g_{2}+\cdots +s_{n}g_{n})=\sum _{i=1}^{m}\sum _{j=1}^{n}r_{i}s_{j}(f_{i}\cdot g_{j})\qquad \left(r_{i},s_{j}\in R,\;f_{i},g_{j}\in \operatorname {Mor} ({\mathcal {C}})\right)}
이 곱셈은 결합 법칙 및 분배 법칙을 따르며, 항등원
{\displaystyle 1_{R[{\mathcal {C}}]}=\sum _{X\in \operatorname {Ob} ({\mathcal {C}})}\operatorname {id} _{X}}
을 가진다. (만약 {\displaystyle {\mathcal {C}}}가 무한 개의 대상들을 갖는다면, 곱셈 항등원이 존재하지 않게 된다.) 따라서, 이는 환을 이루며, 이를 {\displaystyle {\mathcal {C}}} 위의 범주환(영어: category ring) {\displaystyle R[{\mathcal {C}}]}이라고 한다.
특히, 만약 {\displaystyle {\mathcal {C}}}가 하나의 대상만을 갖는다면, 이는 모노이드로 여길 수 있다. 이 경우 범주환을 모노이드 환(영어: monoid ring)이라고 한다. 만약 추가로 {\displaystyle {\mathcal {C}}}가 군이라면, 이 경우 범주환을 군환이라고 한다.

## 성질
모노이드 {\displaystyle M}에 대한 {\displaystyle R} 계수 모노이드 환은 자연스럽게 {\displaystyle (R,R)}-쌍가군의 구조를 가진다. 이는 왼쪽 자유 가군이자 오른쪽 자유 가군이다.
{\displaystyle R}가 체 {\displaystyle k}일 경우, 군환 {\displaystyle k[G]}는 벡터 공간을 이룬다. 이 경우, {\displaystyle k[G]}의 차원은 {\displaystyle |G|}이다. (이는 {\displaystyle G}가 무한 반군일 경우에도 하멜 차원(Hamel dimension)으로서 성립한다.)

### 군의 가군
군 {\displaystyle G} 위의 가군(영어: G-module)은 그 정수 계수의 군환 {\displaystyle \mathbb {Z} [G]}의 가군이다. 이는 군 표현을 일반화한 개념이며, 군 코호몰로지에 쓰인다. 구체적으로, 군의 가군 {\displaystyle (M,\rho )}는 아벨 군 {\displaystyle M}과 군의 작용 {\displaystyle \rho \colon G\times M\to M}으로 이루어져 있으며, {\displaystyle g\in G}, {\displaystyle a,b\in M}에 대하여 {\displaystyle g(a+b)=ga+gb}을 만족시킨다.
유한군 {\displaystyle G}와 체 {\displaystyle K}가 주어졌고, 또
{\displaystyle \operatorname {char} K\nmid |G|}
라고 하자. (즉, {\displaystyle G}의 크기는 {\displaystyle K}의 표수를 소인수로 갖지 않는다.) 그렇다면 군환 {\displaystyle K[G]}를 정의할 수 있다. 이는 유한 차원 {\displaystyle K}-벡터 공간이므로 자명하게 왼쪽 아르틴 환이자 오른쪽 아르틴 환이다. 마슈케 정리(영어: Maschke’s theorem)에 따르면, 군환 {\displaystyle K[G]}는 반단순환이다. 즉, 모든 왼쪽 또는 오른쪽 {\displaystyle K[G]}-가군은 반단순 가군이다.
이는 하인리히 마슈케(영어: Heinrich Maschke, 1853~1908)가 증명하였다.

## 예

### 다항식환
자연수의 덧셈 모노이드 {\displaystyle (\mathbb {N} ,+)}를 생각하자. 이는 곱셈 표기법으로 {\displaystyle \{1,x,x^{2},x^{3},\dots \}}로 적을 수 있다. 임의의 환 {\displaystyle R}에 대하여, 모노이드 환 {\displaystyle R[\mathbb {N} ]}은 다항식환 {\displaystyle R[x]}와 같다.
마찬가지로, 무한 순환군 {\displaystyle \operatorname {Cyc} (\infty )=\{\dots ,x^{-2},x^{-1},1,x,x^{2},\dots \}} 위의 군환은 다음과 같다.
{\displaystyle R[\operatorname {Cyc} (\infty )]\cong R[x,x^{-1}]=R[x,y]/(xy-1)}
마찬가지로, 유한 순환군 {\displaystyle \operatorname {Cyc} (n)=\{1,x,x^{2},\dots ,x^{n-1}\}} 위의 군환은 다음과 같다.
{\displaystyle R[\operatorname {Cyc} (n)]\cong R[x]/(x^{n})}

### 행렬환
집합 {\displaystyle S}에 대하여, 순서쌍 준군 {\displaystyle \operatorname {Pair} (S)}는 다음과 같은 준군이다.
- 대상은 {\displaystyle S}의 원소이다. 즉, 대상 집합은 {\displaystyle S}이다.
- 임의의 두 대상 {\displaystyle s,t\in S}에 대하여 유일한 사상 {\displaystyle (s,t)\colon s\to t}이 존재한다. 따라서, 사상 집합은 순서쌍으로 구성된 곱집합 {\displaystyle S\times S}로 생각할 수 있다.

만약 {\displaystyle S}가 크기 {\displaystyle n}의 유한 집합일 때, 임의의 환 {\displaystyle R}에 대하여 준군환 {\displaystyle R[\operatorname {Pair} (S)]}는 행렬환 {\displaystyle \operatorname {Mat} (n;R)}와 동형이다.

### 함수환
유한 집합 {\displaystyle S} 위의 이산 범주 (모든 사상이 항등 사상인 범주) 위의 범주환 {\displaystyle R[S]}는 {\displaystyle S} 위의 {\displaystyle R} 값의 함수들의 환 {\displaystyle R^{S}}이다.